# Zofia Luksemburska
Zofia, księżniczka Luksemburga, księżna Saksonii, urodzona jako Sophie Caroline Marie Wilhelmine de Nassau-Weilburg (ur. 14 lutego 1902 w Colmar-Berg, zm. 24 maja 1941 w Monachium) – księżniczka Luksemburga, księżna Saksonii.
Urodziła się szósta i najmłodsza córka następcy tronu Luksemburga Wilhelma i jego żony Marii Anny. Jej starszymi siostrami były wielkie księżne Luksemburga Maria Adelajda i Szarlotta. 12 kwietnia 1921 poślubiła saksońskiego księcia Ernesta Henryka (syna ostatniego króla Saksonii Fryderyka Augusta III). Para miała trzech synów:
- księcia Albrechta Friedricha Augusta Johannesa Gregora Dedo (1922–2009)
- księcia Georga Timo Michaela Nikolausa Marię (1923–1982)
- księcia Rupprechta Hubertusa Gero Marię (1925–2003)